# ایرپورت سابدیویژن، البانی، جورجیا
ایرپورت سابدیویژن، البانی، جورجیا (به انگلیسی: Airport Subdivision, Albany, Georgia) یک منطقهٔ مسکونی در ایالات متحده آمریکا است که در جورجیا واقع شده‌است.

## خصوصیات
ایرپورت سابدیویژن ۵۷٫۰ متر بالاتر از سطح دریا واقع شده‌است.